# Josep Fàbrega i Selva
Josep Fàbrega i Selva   (Súria, 3 de març de 1947) és un mestre jubilat i poeta en actiu. Ha viscut a Artés i a Manresa, però actualment s'està a Calders, d'on és regidor de Cultura.
Com a poeta, debutà l'any 2004 amb Postals de Calders. L'han anat seguint una sèrie de títols publicats associats a diversos premis literaris. A més, és autor de diversos poemaris no publicats, però també reconeguts en premis literaris.

## Obres
| - Postals de Calders (2004) - Camins d'hivern (2008) - Sis dies d'agost (2009) - D'aquí estant (no) es veu la mar (2010) - Bages (2010) - Parlo d'Aloma (2010) - Natana, premi Miquel Martí i Pol (2010) - L'altra veu (2011) - Ingènuament protocol·lari (2011) - Les hores vives (2012) - El mar dels altres (2012) - I la llum es va fer (2013) - Guanya la dama (2013) - Perquè fossis més meu (2014) |

###### Poemaris no publicats reconeguts en premis literaris[2]
| - Vora l'aigua, premi Terra de Fang, Deltebre (2007) - Miniatures, premi Ciutat de Terrassa (2007) - Obsedit, premi Montseny (2008) - Lluna vella, premi Terra de Fang, Deltebre (2008) - Esgarips, premi Sant Jordi de Santa Bàrbara (2008) - Nu, premi literari Homilies d'Organyà (2009) - Camins de llum i de fang, premi Sant Jordi de Santa Bàrbara (2010) |